# سبورتيفو لوكوينو
نادي سبورتيفو ليكوينو (بالإسبانية: Club Sportivo Luqueño)‏ نادي كرة قدم باراغواياني يلعب في دوري الدرجة الممتازة . تم تأسيس النادي في سنة 1921 .